# Жил Липовецки
Жил Липовецки (на френски: Gilles Lipovetsky) е френски философ, социолог и есеист. Липовецки е постмодернист и неговото име се свързва с идеите, понятията за хипермодерност и хипериндивидуализъм.

## Биография
Роден е на 24 септември 1944 г. в Мийо. Доцент (на френски: professeur agrégé) е по философия в Университета в Гренобъл.

## Отличия
- Кавалер на ордена на почетния легион (Франция)
- Доктор хонорис кауза на Шербрукския университет (Квебек, Канада) (2001)[1]
- Доктор хонорис кауза на НБУ (2005)[2]